# Kt Wiz
O Kt Wiz é um clube profissional de beisebol sul-coreano sediado em Suwon, Coreia do Sul. A equipe disputa a KBO League.

## História
Foi fundado em 2014.